# Alla Pougatcheva
Pour les articles homonymes, voir Pougatchev (homonymie).
Alla Borissovna Pougatcheva ou, selon la prononciation correcte Pougatchiova (en russe : Алла Борисовна Пугачёва), née le 15 avril 1949 à Moscou, est une chanteuse et actrice soviétique puis russe extrêmement populaire en Russie et dans les pays de l'ancien bloc soviétique, comme l'atteste la vente de ses disques et le nombre d'émissions qui lui sont consacrées à la télévision russe.
Elle a commencé sa carrière en 1965. Elle est régulièrement l'objet d'articles dans la presse populaire et les rubriques people sur sa carrière et sa vie privée. Pour certains, elle est l'incarnation de la culture populaire soutenue par l'État et des campagnes médiatiques régulières et répétitives. Elle a aidé tout au long de sa carrière d'autres chanteurs totalement inconnus à devenir célèbres.

## Biographie

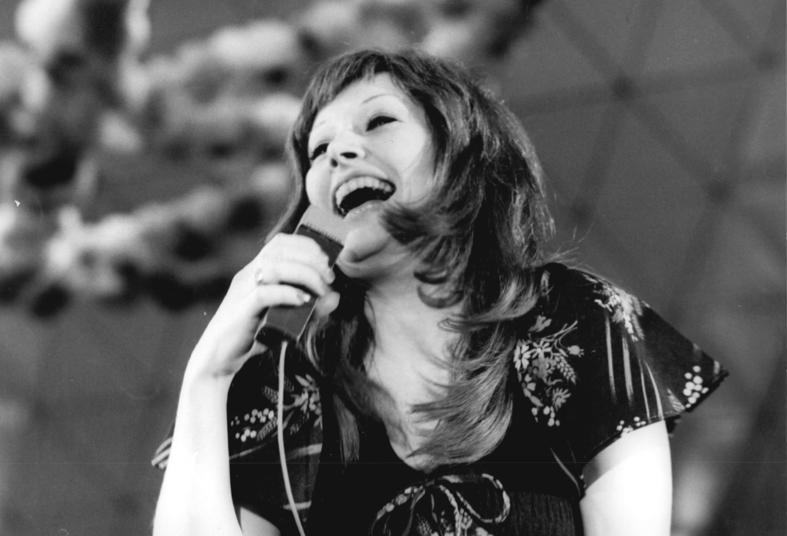
Alla Pougatcheva en concert à Berlin en 1976.

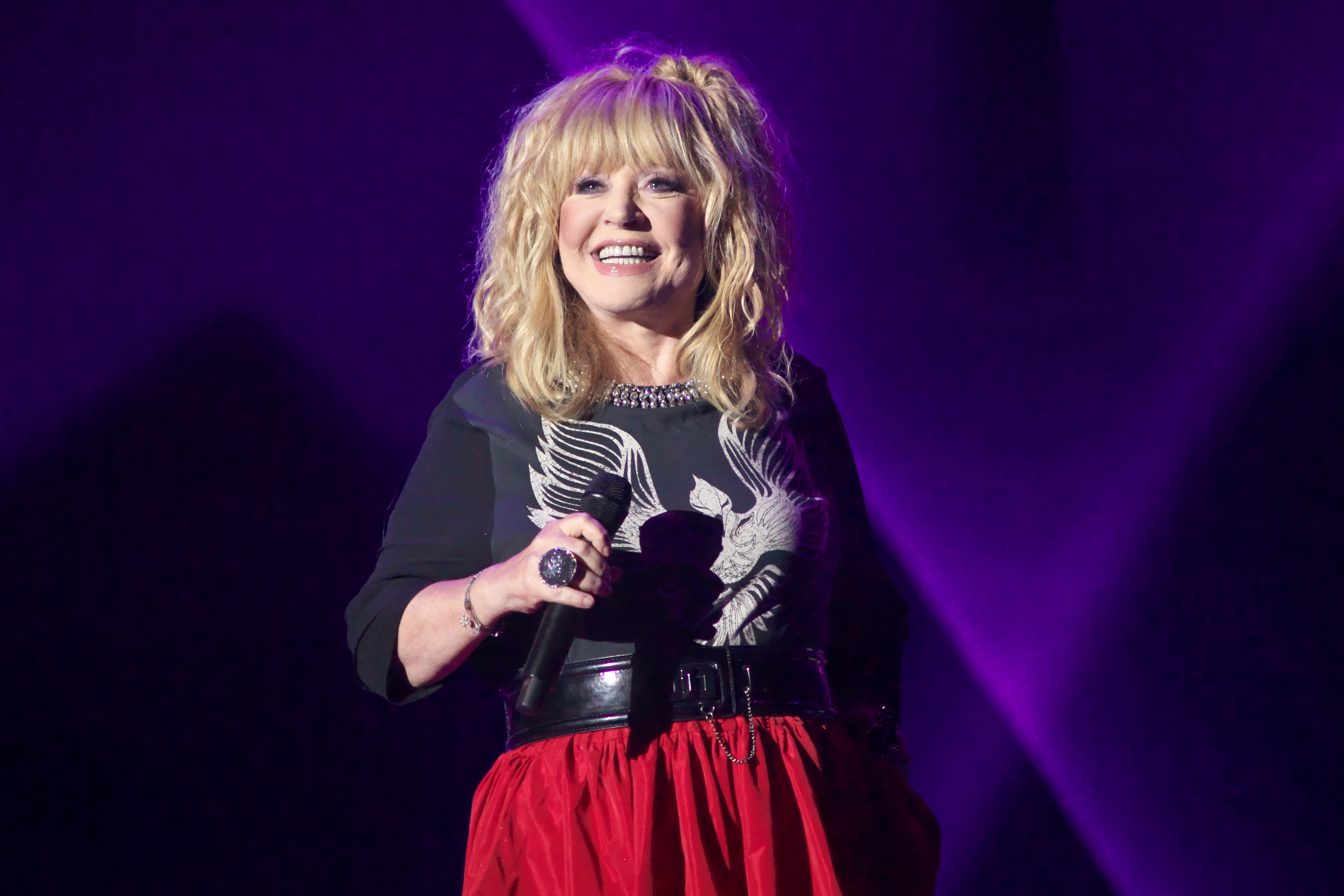
Alla Pougatcheva en 2016.

Enfant, Alla Pougatcheva se passionnait déjà pour la musique. Elle est encore écolière quand elle commence sa carrière de chanteuse.
En 1964, elle est diplômée d'une école de musique en piano et termine 8 années d'études secondaires, puis entre au Collège de musique M. M. Ippolitov-Ivanov (aujourd'hui l'Institut national de musique et de pédagogie M. M. Ippolitov-Ivanov). En décembre 1965, elle enregistre sa première chanson, Robot.  En 1967, elle fait sa première apparition à la télévision dans l'émission télévisée pour enfants Boudilnik, où elle interprète la chanson Je rentre du cinéma. En avril 1969, elle devient accompagnatrice à l'École nationale du cirque et de l'art de la scène (GUCEI).
Avant de se lancer dans une carrière professionnelle en solo, elle collabore avec de nombreux ensembles musicaux soviétiques. La chanteuse met sur pied d’innombrables concerts, dont La femme qui chante (1979), Les monologues d’une chanteuse (1981), et la représentation théâtralisée Je suis venue et je parle (1984).
En 1978, Alla Pougatcheva est la gagnante du Concours Intervision de la chanson, le pendant soviétique du Concours Eurovision de la Chanson, en représentant l'Union soviétique.
En septembre 1988, Alla termine sa première tournée aux États-Unis en donnant un concert au réputé Carnegie Hall de New York.
Le 20 décembre 1991, on lui décerne le titre d'Artiste du peuple de l'URSS.
En tant que chanteuse, elle collabore avec de nombreux chanteurs et compositeurs russes et étrangers, dont Alexandre Zatsepine, le compositeur letton Raimonds Pauls, Igor Nikolaïev, Youri Tchernavski, Vladimir Kouzmine, le chanteur franco-américain Joe Dassin, ou encore le chanteur et compositeur allemand Udo Lindenberg.
Le 28 juillet 1982, Alla Pougatcheva interprète son programme solo « Monologues d'un chanteur » à la salle de concert Olympia à Paris. Au début de 1976, lorsque Pougatcheva est venue à Cannes pour le festival MIDEM, où elle a donné un concert solo les principaux représentants des maisons de disques du monde, elle s'est arrêtée à Paris et est venue spécialement à Olympie pour voir ce bâtiment légendaire. Puis elle a fait un vœu : elle doit se produire ici.
Malgré le fait qu'il n'y avait pratiquement aucune publicité pour le concert de Pougatcheva à l'Olympia (juste une petite note dans le journal communiste L'Humanité), la salle s'est avérée presque pleine. Il a fallu environ une demi-heure à la chanteuse (cinq ou six chansons) pour que le public apprécie l'ampleur de son talent et commence à sympathiser avec elle.
Quittant la scène sous une ovation, elle a prononcé la phrase avec laquelle, en règle générale, elle terminait ses représentations dans son pays natal : « S'il reste quelque chose dans votre cœur, je ne souhaite pas une plus grande récompense pour moi ! » Et elle a dit au revoir au public à la française : « Adieu ».
Le lendemain, les médias français répondaient à ce concert. Un bref reportage à son sujet a été diffusé dans les trois programmes télévisés français, et le journal France Soir a écrit : « Alla Pougatcheva ne nous était pas familière, mais deux heures de scène ont suffi pour combler cette lacune et élever le chanteur soviétique au sommet, où brillent les étoiles les plus brillantes du monde ».
En Russie, Alla Pougatcheva est considérée comme la plus grande chanteuse des dernières décennies, comme l'atteste son surnom de « Prima donna ». C'est ainsi qu'en 1997, elle représente son pays au Concours Eurovision de la chanson, en interprétant la chanson Primadonna et se classe 15e.
Le 16 septembre 2022, son mari, Maxime Galkine, critique de longue date du président Poutine, résidant en Israël, est déclaré « agent étranger » pour avoir critiqué non seulement le régime mais également l'« opération spéciale » déclenchée par les autorités russes le 24 février 2022 en ordonnant à l'armée de transgresser les frontières du territoire de l'Ukraine et en punissant de 15 ans de prison tout usage du mot « guerre ».
Alla Pougatcheva, qui n'avait jamais soutenu ouvertement le président Poutine ni évoqué publiquement l'invasion de l'Ukraine, avait néanmoins quitté la Russie après le début de l'offensive et rejoint Maxime Galkine. Le 3 septembre 2022, elle se rendit aux funérailles du dernier dirigeant soviétique, Mikhaïl Gorbatchev, lequel avait tenté d'introduire des réformes démocratiques dans les années 1980.
C'est pourquoi, le 18 septembre 2022, Alla Pougatcheva dénonce la guerre de Vladimir Poutine en Ukraine sur le réseau Instagram en réclamant notamment vouloir à son tour être classée « agent étranger » si prendre position « pour que nos gars arrêtent de mourir au nom de buts illusoires qui ont transformé notre pays en paria et rendu la vie impossible à nos concitoyens » est illicite en Russie.

### Famille
Deuxième des trois enfants de Boris Mikhaïlovitch Pougatchev (1918-1982) et Zinaïda Arkhipovna Odegova (1922-1986), elle a été prénommée Alla en hommage à l'actrice Alla Tarassova.
Alla Pougatcheva se marie avec l'artiste de cirque lituanien Mikolas Edmondas Orbakas. Le 25 mai 1971, elle donne naissance à une fille prénommée Kristina, et deviendra grand-mère de trois petits-enfants. Après quatre ans de mariage elle divorce en 1973.
En 1976, elle épouse en secondes noces le cinéaste Alexandre Stepanovitch, apparaît dans certains de ses films mais divorce de nouveau en 1980 après une longue procédure de partage des biens, notamment leur luxueuse maison.
Après plusieurs années de vie commune, elle se remarie en 1985 avec le producteur Evgueni Boldine. Ils divorcent en 1993, selon leurs déclarations « parce que leurs activités professionnelles interfèrent trop avec leur vie privée ». Cependant, il semblerait qu'Alla ait particulièrement souffert d'un avortement que Boldine l'aurait poussé à faire à la fin des années 1980, alors qu'âgée d'une quarantaine d'années, elle était enceinte de six mois et attendait un garçon.
En 1994, elle se remarie avec un chanteur populaire célèbre, Philipp Kirkorov, de 18 ans son cadet. Alla fait de nombreuses fausses-couches jusqu'en 1996. Ils annonceront publiquement leur divorce en 2005.
En décembre 2011, elle entame une liaison avec le chanteur et présentateur Maxime Galkine. Il a vingt-sept ans de moins qu'elle, ce qui provoque la risée de la presse à scandale. Ils recourent à une maternité de substitution grâce à ses propres ovocytes que la chanteuse avait fait cryogéniser en 2001, et le 18 septembre 2013, naissent des jumeaux : une fille, Yelizaveta, et un garçon, Harry.

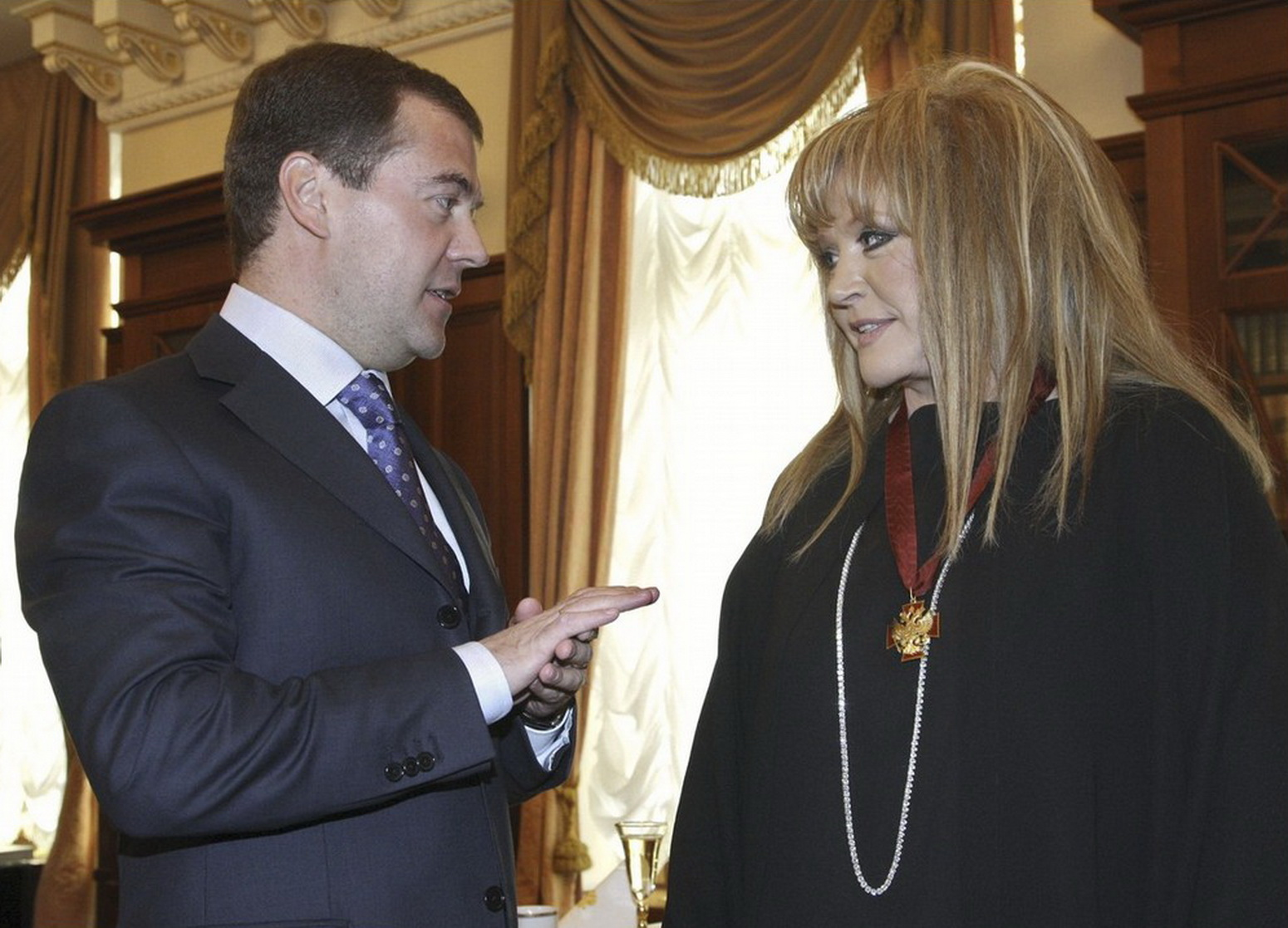
Dimitri Medvedev reçoit la chanteuse au Kremlin pour ses 60 ans, le 15 avril 2009. Le président lui décerne à cette occasion l'ordre du Mérite pour la Patrie.